# آرنولف مس
آرنولف مس مقدس (حدود ۵۸۲ – ۶۴۰) یک اسقف مس فرانک و مشاور دیوان مروونژی در اوسترازیا بود، که به دیر رمیرمون کناره‌گیری نمود. در زبان فرانسوی او با نام‌های آرنول و آرنولف نیز شناخته می‌شود؛ در حالی که در زبان انگلیسی او را با نام آرنولد می‌شناسند. ادعا می‌شود که وی موردی برای نژاد از روزگار باستانی، نوادهٔ مستقیم فلاویوس آفرانیوس سیاگریوس باشد.

## تبارنامه
در ویتا سانکتی آرنولفی، که مدت کوتاهی پس از مرگ وی نوشته شده‌است، آمده‌است که تبار و نژاد او از فرانک‌ها است، از «والدین به‌اندازهٔ کافی بالا و نجیب‌زاده، و بسیار ثروتمند در کالاهای دنیوی».
مدت کوتاهی پس از سال ۸۰۰ میلادی، به احتمال زیاد در مس، یک تبارنامهٔ مختصر، بدون هیچ پایه و اساس تاریخی قابل اثبات از کارولنژی‌ها گردآوری‌شد. این شجره‌نامه به‌سبک بعد از تبارنامهٔ عیسی در عهد جدید طراحی شده‌بود. به گفتهٔ این منبع، پدر آرنولف مسلماً آرنوالد بود، که او خود پسر آنسبرتوس و بلیتیلت (یا بلیتیلده)، دختری ادعاشده و در غیر این صورت بی‌مورد از کلوتار یکم بود.

## زندگی
آرنولف در حدود سال ۵۹۶ با یک نجیب‌زاده (حدوداً زادهٔ ۵۸۴) که منابع بعدها به او نام دوده یا دودا را داده‌اند، ازدواج نمود. کلودلف مس بزرگترین پسرشان بود، اما فرزند مهم‌ترشان پسر دومشان آنسگیزل است، که با بگا دختر پپن یکم، پپن لانده ازدواج نمود. بدین ترتیب آرنولف، پدربزرگ پدری پپن ارستال، پدر پدربزرگ شارل مارتل و پدر پدربزرگ پدربزرگ شارلمانی می‌شود.